# Resident Evil (jogo eletrônico de 2002)
Resident Evil, conhecido no Japão como Biohazard (バイオハザード, Baiohazādo), é um jogo eletrônico de survival horror desenvolvido e publicado pela Capcom, lançado originalmente para o Nintendo GameCube em 2002. É um remake do jogo original de 1996, o primeiro da franquia Resident Evil. A história se passa em 1998, perto da cidade fictícia de Raccoon City, onde uma série de assassinatos bizarros ocorreram. O jogador assume o papel de Chris Redfield ou Jill Valentine, agentes dos S.T.A.R.S., enviados pela cidade para investigar os assassinatos.
Resident Evil foi desenvolvido ao longo de um ano e dois meses como parte de um acordo de exclusividade entre Capcom e Nintendo. Foi dirigido por Shinji Mikami, que também projetou e dirigiu o Resident Evil original. Mikami decidiu produzir um remake porque sentiu que o original não tinha envelhecido bem e que as capacidades do GameCube poderiam trazer o jogo mais perto de sua visão original. O jogo mantém a mesma apresentação gráfica, com modelos 3D sobrepostos a fundos pré-renderizados. No entanto, a qualidade dos gráficos foi melhorada significativamente. O remake também apresenta novas mecânicas de jogo, quebra-cabeças revisados, áreas exploráveis adicionais, um roteiro revisto e novos detalhes da história, incluindo toda uma subtrama cortada da versão de 1996.
Após seu lançamento, Resident Evil foi aclamado pela crítica especializada, que elogiou seus gráficos e jogabilidade melhorada em relação ao jogo original. Ele é frequentemente descrito como um dos melhores, mais assustadores e mais visualmente impressionantes de toda a série. Apesar disso, o jogo vendeu menos do que o esperado, levando a Capcom a mudar a abordagem dos títulos futuros, orientando-os mais para a ação. Em 2008, o jogo foi portado para o Nintendo Wii, com um novo sistema de controle. Uma versão em alta definição foi lançada mundialmente para Microsoft Windows, PlayStation 3, PlayStation 4, Xbox 360 e Xbox One em 2015, tendo uma recepção crítica positiva e tornando-se em um sucesso comercial.

## Jogabilidade

O jogador, controlando Chris Redfield, pode usar armas de defesa como um punhal quando agarrado por zumbis. O estilo gráfico do jogo apresenta modelos 3D sobrepostos por fundos pré-renderizados.

Resident Evil é um jogo eletrônico de survival horror onde o jogador controla o personagem na perspectiva de terceira pessoa para interagir com o ambiente. Para avançar no jogo, o jogador deve explorar uma mansão e seu entorno, evitando, enganando e derrotando vários tipos de monstros, como zumbis, cães mortos-vivos e aranhas gigantes. O jogador pode abrir portas, empurrar certos objetos, subir obstáculos e pegar itens. Quando um item é recolhido, ele é armazenado em um inventário, acessível a qualquer momento. Os itens no inventário podem ser utilizados, examinados e combinados para resolver quebra-cabeças e ganhar acesso a áreas anteriormente inacessíveis. O inventário é limitado a um determinado número de espaços, e o jogador deve muitas vezes mover os itens do inventário para caixas de armazenamento localizados em determinadas áreas para gerenciar o espaço.
Embora o jogador possa usar armas de fogo para matar monstros, Resident Evil enfatiza a evasão em vez de combate em ritmo acelerado, fornecendo munição limitada. O jogador também tem uma quantidade limitada de saúde, que diminui se o personagem é atacado pelas criaturas. No entanto, a saúde pode ser recuperada através da recolha e do uso de ervas, que podem ser misturadas com outras ervas para aumentar o seu efeito curativo. Alguns monstros também podem infectar o jogador com um efeito de envenenamento, que esgota gradualmente a saúde ao longo do tempo, até o veneno ser curado com soro ou ervas especiais. Os zumbis que são derrotados, mas não decapitados ou queimados, eventualmente sofrem mutação e retornam como oponentes muito mais rápidos e mortais.
Como no Resident Evil original, o jogador pode jogar com Chris Redfield ou Jill Valentine, e cada personagem tem vantagens e desvantagens. Por exemplo, Chris pode tomar mais danos do que Jill, mas ela pode carregar mais itens e desbloquear certas portas com uma gazua. Ambos os personagens também podem equipar armas defensivas que podem salvá-los de tomar danos quando agarrados por um inimigo. Estas armas defensivas incluem um punhal e uma arma especial que é exclusiva para cada um deles: Jill pode usar um taser, enquanto Chris é capaz de empurrar granadas de efeito moral na boca dos zumbis e detoná-las com um tiro de pistola. Armas defensivas são limitadas e só podem ser usadas quando o jogador é agarrado por um monstro.
O jogo apresenta um "auto-mapa" para ajudar os jogadores a navegar nas diferentes áreas do jogo, além dos mapas de certos lugares que, se achados, revelam as áreas inexploradas. Para salvar o progresso, é necessário encontrar fitas de tinta e usá-las com uma máquina de escrever; o jogo apresenta uma quantidade limitada delas para que os jogadores não salvem quantas vezes quiserem. A história é ligeiramente alterada pelo personagem que o jogador escolhe, e certas escolhas feitas durante a campanha podem afetar a direção do jogo e seu final. Ao completá-lo sob uma certa dificuldade e tempo limite, o jogador pode desbloquear trajes secretos para os principais personagens, armas bônus e modos com dificuldade especial.

## Enredo
Resident Evil se passa no dia 24 de julho de 1998, quando uma série de assassinatos bizarros ocorreram na periferia da cidade de Raccoon City. O Serviço de Resgate e Táticas Especiais (S.T.A.R.S.), que é dividido em Equipe Alpha e Equipe Bravo, é designada para investigar esses assassinatos. A Equipe Bravo é enviada primeiro, mas após o contato com eles ser perdido, a Equipe Alpha é enviada para investigar o seu desaparecimento. Eles localizam o helicóptero caído do Time Bravo e vão até o local, onde são subitamente atacados por uma matilha de cães monstruosos, um dos quais mata um dos membros da equipe. Depois do piloto do helicóptero do Time Alpha, Brad Vickers, entrar em pânico e decolar sozinho, os membros restantes da equipe (Chris Redfield, Jill Valentine, Albert Wesker e Barry Burton) são forçados a procurar refúgio em uma mansão abandonada.
Dependendo de qual personagem o jogador escolhe controlar, um dos membros do Time Alpha é separado dos outros durante a perseguição e não entra na mansão (Barry se Chris, Chris se Jill). No lugar, a equipe decide se separar e procurar pistas. Ao longo do jogo, o personagem do jogador encontra vários membros da Equipe Bravo, incluindo Kenneth J. Sullivan sendo comido por um zumbi, Richard Aiken, que morre depois de ser mordido por uma cobra venenosa, Forest Speyer, que é encontrado morto na varanda e, em seguida, revivido como um zumbi, e o líder do Time Bravo, Enrico Marini, que revela que um dos membros da equipe Alpha é um traidor, antes de ser morto por um atirador invisível. A sobrevivente da Equipe Bravo Rebecca Chambers se junta a Chris. O personagem do jogador também aprende a partir de documentos encontrados na mansão que uma série de experimentos ilegais estavam sendo realizados por uma equipe de investigação clandestina, sob a autoridade e supervisão da empresa biomédica Umbrella Corporation. As criaturas que vagam na mansão e seus arredores são os resultados desses experimentos, que expuseram os trabalhadores da mansão e vários animais e insetos para um agente biológico altamente contagioso e mutagênico conhecido como T-virus.
Eventualmente, o personagem do jogador descobre um laboratório secreto subterrâneo contendo experimentos da Umbrella. Ali, o jogador encontra Jill ou Chris em uma cela e Wesker programando um Tyrant. Wesker revela que ele é um agente duplo que trabalha para a Umbrella e planeja usar o Tyrant para matar os membros restantes dos S.T.A.R.S. No entanto, no confronto que se segue, Wesker é supostamente morto e o personagem do jogador derrota a criatura. Depois de ativar um sistema de autodestruição, o jogador vai para o heliporto e consegue entrar em contato com Brad para a evacuação. O jogo apresenta múltiplos finais dependendo de quão bem o jogador foi em pontos-chave durante a campanha. No melhor final, a mansão é destruída e a maioria da equipe escapa no helicóptero depois de derrotar o Tyrant pela última vez. Em contraste, no pior final possível, a mansão permanece intacta e o personagem do jogador é o único sobrevivente.

## Desenvolvimento
Resident Evil foi desenvolvido pela Capcom e dirigido por Shinji Mikami, que projetou e dirigiu o jogo original para o PlayStation. O título era parte de um acordo de exclusividade entre a Capcom e a Nintendo que rendeu três jogos para o GameCube, sendo os outros Resident Evil Zero e Resident Evil 4. Mikami decidiu produzir um remake de Resident Evil porque ele sentiu que a versão original não tinha envelhecido muito bem, tornando-se difícil para os novos jogadores apreciar o seu encanto. Ele também observou que as capacidades do GameCube permitiriam que os desenvolvedores trouxessem a série mais perto da visão original que ele tinha. De acordo com o diretor de marketing da Capcom Todd Thorson, o objetivo principal de desenvolver o remake era "alcançar visuais cinematográficos de qualidade e criar ainda mais suspense e medo do que o original".
A produção do jogo começou no início de 2001, com uma equipe de apenas quatro programadores. Já que Resident Evil foi um dos primeiros títulos da Capcom desenvolvidos para o GameCube, a equipe teve que estudar o desempenho do sistema durante os primeiros estágios de produção. Inicialmente, eles consideraram a possibilidade de criar os ambientes do jogo com animação em computação gráfica, mas então perceberam que essa abordagem exigiria muita capacidade de hardware e de processamento para conseguir gráficos realistas. Como resultado, o estilo gráfico do remake apresenta modelos 3D sobre fundos pré-renderizados como os jogos de Resident Evil para o PlayStation. Apesar disso, a câmera é mais dinâmica e pode acompanhar o jogador em ângulos variados. Os fundos também fazem uso de partículas de efeitos e camadas de vídeo em movimento para simular efeitos como água correndo ou o balanço de galhos das árvores. Causar medo no jogador foi uma grande prioridade, e muitos dos fundos do jogo foram projetados para ter um alto contraste entre claro e escuro, para que inimigos pudessem aparecer inesperadamente.

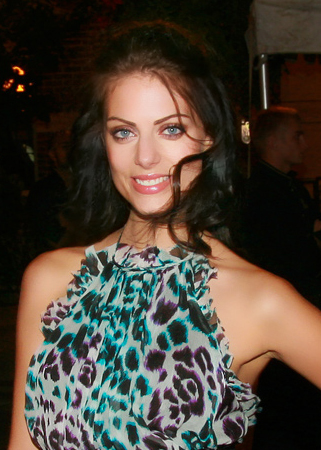
A modelo canadense Julia Voth serviu de base para a aparência facial e física de Jill Valentine.

Originalmente, os desenvolvedores planejaram apenas atualizar os gráficos e ajustar a jogabilidade. No entanto, com o desenvolvimento mais perto da conclusão, a Capcom começou a fazer mudanças mais substanciais no jogo. Por exemplo, o inventário foi expandido para que os jogadores pudessem carregar um item padrão como o gazua de Jill, enquanto os itens de defesa, que inicialmente não seriam separados do inventário principal, foram introduzidos para tornar o jogo um pouco mais fácil do que o Resident Evil original. Os desenvolvedores planejaram fazer todos os inimigos invisíveis, mas a ideia foi descartada porque ela teria feito o remake muito diferente do jogo original. No entanto, eles projetaram os zumbis para que pudessem voltar à vida depois de um determinado período de tempo em que eles foram mortos. Os desenvolvedores também acrescentaram novas áreas para o jogador explorar, mudaram a maioria dos quebra-cabeças e incluíram um novo esquema de controle chamado Tipo C, onde os jogadores movem seus personagens apertando o botão R do controlador do GameCube, movendo-os com o botão analógico. Outra adição é a subtrama envolvendo a personagem Lisa Trevor, que foi cortada do jogo original. Em vez de usar adjetivos para descrever níveis de dificuldade, Mikami decidiu deliberadamente usar questões únicas para que o jogador escolhesse o caminho difícil.
A Capcom fez audições com atores para serem utilizados como referências para a aparência dos personagens. Os rostos dos principais protagonistas foram moldados e baseados em pessoas reais, enquanto a captura de movimento foi utilizada para animar seus modelos. Cerca de sessenta por cento dos movimentos dos personagens foram animados com base nos dados capturados, enquanto o resto foi criado a partir do zero. Os desenvolvedores inicialmente tiveram dificuldades em criar um sistema de animação em computação gráfica. No entanto, a Nintendo deu assistência para a Capcom e o problema foi resolvido. A Capcom também contratou novos dubladores e reescreveu o roteiro do jogo para fazer a trama ficar mais convincente. O jogo foi produzido durante um ano e dois meses. A parte final do desenvolvimento foi muito intensa, com os programadores tendo que trabalhar por dois meses seguidos sem dias de folga para cumprir o prazo proposto.

## Lançamento
Resident Evil foi originalmente lançado para o Nintendo GameCube em março de 2002 no Japão, abril de 2002 na América do Norte e em setembro de 2002 na Europa. Em janeiro de 2004, 445.176 cópias do jogo foram vendidas nos Estados Unidos. Em maio de 2008, a Capcom revelou que um total de 1.35 milhões de cópias haviam sido vendidas para o GameCube. Em dezembro de 2008, o jogo foi portado para o Nintendo Wii, juntamente com Resident Evil Zero. Esta versão, intitulada de Resident Evil Archives: Resident Evil, dispõe de um sistema de controle que suporta o Wii Remote e o controlador de GameCube. Embora a Capcom originalmente não tinha planos para lançar a versão do Wii fora do Japão, argumentando que o jogo não venderia muito bem, ele foi finalmente lançado na América do Norte e na Europa em junho de 2009, devido ao sucesso comercial de Resident Evil 5.
Uma versão em alta definição, intitulada Resident Evil HD Remaster, foi lançada mundialmente para Microsoft Windows, PlayStation 3, PlayStation 4, Xbox 360 e Xbox One em janeiro de 2015. A versão HD suporta som surround 5.1, bem como uma resolução de 1080p e widescreen de 16:9. Uma vez que os controles originais do jogo foram criticados, a remasterização também inclui um novo esquema de controle, que permite aos jogadores mover seu personagem na direção do botão analógico. Embora o jogo tenha sido liberado apenas digitalmente na América do Norte e na Europa, uma edição em blu-ray para o PlayStation 3 foi disponibilizada exclusivamente no Japão e na Ásia. A versão HD foi um sucesso comercial, quebrando vários recordes de vendas. Ele tornou-se no maior título de lançamento do PlayStation Network na história do serviço e no jogo digital da Capcom de venda mais rápida em toda a América do Norte e Europa. Em abril de 2015, mais de um milhão de cópias do HD Remaster tinham sido vendidas em todo o mundo em todas as plataformas.

## Recepção
Após o seu lançamento inicial, a versão do GameCube de Resident Evil recebeu aclamação da crítica. Matt Casamassina do IGN sentiu que o jogo é "um triunfo como uma aventura independente e uma grande realização como um remake", chamando-o de "o jogo mais bonito, atmosférico, envolvente e assustador que já jogamos." Da mesma forma, Shane Satterfield, escrevendo para o GameSpot descreveu o remake como "um jogo incrível que destaca-se claramente como o melhor que a série [Resident Evil] tem para oferecer". Jes Bickham, escrevendo para NGC Magazine, criticou o jogo por seus controles limitantes e gestão tediosa de inventário, mas, em contrapartida, julgou seus gráficos impressionantes, lembrando que o jogo é "tão visualmente rico que simplesmente ver a próxima área é uma experiência para ser apreciada."
O jogo foi amplamente elogiado por seus gráficos. Satterfield ficou impressionado com a atenção do jogo aos detalhes, sangue realista, nevoeiro volumétrico, e a capacidade da Capcom para integrar iluminação em tempo real e sombras com fundos pré-renderizados, comentando que a empresa "finalmente aperfeiçoou a arte de misturar cenário pré-renderizado com animações de ambiente e objetos poligonais, e o resultado é o jogo mais visualmente impressionante já lançado." Bickham também observou que, ao contrário do Resident Evil original, o contraste entre modelos de personagens e fundos é perfeita. Casamassina destacou a complexa geometria dos modelos de personagens, afirmando que "close-ups de Chris ou Jill parecem quase foto-realistas." A atmosfera de suspense e cinematográfica do jogo recebeu louvor similar, com a Game Revolution indo tão longe a ponto de dizer que o jogo faz com que a versão original se parecesse com Pong. Resident Evil também foi elogiado por seu som realista. O revisor da Allgame Scott Alan Marriott sentiu que o jogo "[cria] uma sensação constante de medo, sem depender demais de valores de choque óbvios", enquanto Satterfield destacou a qualidade e variedade de efeitos sonoros, observando que "parece haver dezenas de efeitos sonoros só para passos." No entanto, algumas publicações consideraram a qualidade de voz como fraca devido à sua performance exagerada.
Mudanças em muitos aspectos do jogo foram vistos positivamente. Mike Weigand da GamePro escreveu que "é como jogar Resident Evil pela primeira vez." Satterfield afirmou que as armas defensivas adicionam uma nova camada de estratégia ao jogo. No entanto, os controles foram criticados por sua falta de precisão analógica, um recurso que estava disponível anteriormente na versão de Nintendo 64 de Resident Evil 2. Hector Guzman da GameSpy criticou o fato de que o esquema de movimento "trabalhoso" do jogo original, onde o direcional analógico move o personagem do jogador na direção em que o personagem está apontando, não foi alterado, afirmando que isso pode causar dificuldades desnecessárias quando os jogadores tentam fugir de monstros. Casamassina também criticou o esquema de controle padrão do jogo, mas considerou o Tipo C como uma adição bem-vinda. Nos prêmios da GameSpot de 2002, Resident Evil foi nomeado para melhor história, melhores gráficos (técnico) e melhor jogo de ação e aventura do GameCube.
A versão de Wii recebeu críticas favoráveis, mas algumas publicações como o IGN criticou-o por seus controles desatualizados e falta de novos recursos. A recepção crítica para a versão HD foi principalmente positiva. Vários avaliadores observaram que algumas características como o sistema de inventário e a insistência em ter de revisitar áreas previamente exploradas não envelheceram muito bem, mas em geral concordaram que a remasterização foi um renascimento sólido de um clássico.

## Legado
Resident Evil é frequentemente considerado como um dos melhores e mais visualmente impressionantes títulos da série. De acordo com Lucas M. Thomas do IGN, os gráficos do jogo "tornaram-se no novo padrão pelo qual todos os títulos futuros iriam ser comparados." Liam Martin do Digital Spy comentou que o jogo é "a versão definitiva de um verdadeiro clássico" e que ainda parecia "fantástico" quase 13 anos depois que foi lançado pela primeira vez. Embora a versão do GameCube foi aclamada pela crítica, ela vendeu menos do que o esperado. Como resultado, Mikami e Capcom decidiram que os jogos subsequentes da série Resident Evil iriam se afastar do gênero survival horror e incorporar mais elementos baseados em ação, começando com Resident Evil 4 em 2005. Antes que isso acontecesse, a Capcom desenvolveu Resident Evil Zero, uma prequela direta usando o mesmo motor gráfico, sendo lançado no final de 2002. O sucesso comercial da versão HD resultou no anúncio da Capcom de uma edição semelhante de Resident Evil Zero em 2015. Uma compilação chamada de Resident Evil: Origins Collection, incluindo tanto Resident Evil HD Remaster e Resident Evil Zero HD Remaster foi lançada em 22 de janeiro de 2016.